# Мужская сборная Сент-Китса и Невиса по баскетболу
Мужская сборная Сент-Китса и Невиса по баскетболу — национальная команда по баскетболу, представляющая Сент-Китс и Невис на международных соревнованиях. Управляется любительской ассоциацией баскетбола Сент-Китса и Невиса.

## История
Мужская сборная Сент-Китса и Невиса по баскетболу никогда не участвовала в летних Олимпийских играх, чемпионатах мира, чемпионатах Америки и Центробаскетах.
Баскетболисты Сент-Китса и Невиса дважды участвовали в чемпионате Карибской конфедерации баскетбола.
В 2000 году в Кингстоне на групповом этапе они проиграли сборным Американских Виргинских Островов (70:77), Белиза (65:84) и Тринидада и Тобаго, в матче за 7-8-е места снова уступили тринидадцам (73:74).
В 2006 году в Кингстоне на групповом этапе сборная Сент-Китса и Невиса проиграла Ямайке (56:114), Барбадосу (52:94) и Американским Виргинским Островам (76:102). В полуфинале за 5-8-е места она уступила Антигуа и Барбуде (76:102), а в матче за 7-8-е места проиграла Сент-Винсенту и Гренадинам (69:84).

## Результаты

### Чемпионат Карибской конфедерации баскетбола
- 2000 — 8-е место
- 2006 — 8-е место